# Mazda Sports Club Toyo Kogyo Soccer Club 1983
Questa voce raccoglie le informazioni riguardanti il Mazda Sports Club Toyo Kogyo Soccer Club nelle competizioni ufficiali della stagione 1983.

## Stagione
Presto piombato sul fondo della classifica della Japan Soccer League e nonostante la decisione di affiancare all'allenatore Teruo Nimura il tedesco Eckard Krautzun per il girone di ritorno, il Mazda non riuscì a risollevarsi, aggianciando solo all'ultima giornata l'Hitachi, che occupava il penultimo posto valevole per gli spareggi interdivisionali. La peggior differenza reti condannò il Mazda alla retrocessione diretta, la prima della sua storia.
Alla fine della stagione il Mazda giunse sino ai quarti di finale di Coppa dell'Imperatore, dove fu eliminato dai futuri finalisti dello Yanmar Diesel. Precedentemente la squadra era stata eliminata al primo turno della coppa di Lega, sconfitto di misura dal Fujita Kogyo.

## Maglie e sponsor
Le divise sono prodotte dall'Adidas, sul petto della maglia campeggia il logo della Mazda.
| Manica sinistra · Manica sinistra · Maglietta · Maglietta · Manica destra · Manica destra · Pantaloncini · Calzettoni |

## Rosa
| N. |                     | Ruolo | Calciatore           |
| -- | ------------------- | ----- | -------------------- |
|    | Giappone (bandiera) | P     | Yoshihiko Nosohara   |
|    | Giappone (bandiera) | D     | Shigekazu Nakamura   |
|    | Giappone (bandiera) | D     | Hiroshi Norita       |
|    | Giappone (bandiera) | D     | Atsuyoshi Furuta     |
|    | Giappone (bandiera) | D     | Katsuyoshi Shintō    |
|    | Giappone (bandiera) | C     | Shigeru Sarusawa     |
|    | Giappone (bandiera) | C     | Shinichiro Takahashi |
|    | Giappone (bandiera) | C     | Shima Takahashi      |

| N. |                     | Ruolo | Calciatore        |
| -- | ------------------- | ----- | ----------------- |
|    | Giappone (bandiera) | C     | Katsuyuki Kawachi |
|    | Giappone (bandiera) | C     | Shinji Kobayashi  |
|    | Giappone (bandiera) | C     | Takashi Yamada    |
|    | Giappone (bandiera) | A     | Masahiro Imagawa  |
|    | Giappone (bandiera) | A     | Shigetomi Nakano  |
|    | Giappone (bandiera) | A     | Takahiro Kimura   |
|    | Giappone (bandiera) | A     | Hirohumi Kanbaru  |

## Statistiche

### Statistiche di squadra
| Competizione          | Punti | Totale | Totale | Totale | Totale | Totale | Totale | DR  |
| Competizione          | Punti | G      | V      | N      | P      | Gf     | Gs     | DR  |
| --------------------- | ----- | ------ | ------ | ------ | ------ | ------ | ------ | --- |
| JSL Division 1        | 12    | 18     | 5      | 2      | 11     | 15     | 31     | -16 |
| JSL Cup               | -     | 1      | 0      | 0      | 1      | 0      | 1      | -1  |
| Coppa dell'Imperatore | -     | 3      | 2      | 0      | 1      | 9      | 3      | +6  |
| Totale                | -     | 22     | 7      | 2      | 13     | 24     | 35     | -11 |

### Andamento in campionato
| Giornata  | 1 | 2 | 3 | 4 | 5  | 6  | 7  | 8  | 9  | 10 | 11 | 12 | 13 | 14 | 15 | 16 | 17 | 18 |
| --------- | - | - | - | - | -- | -- | -- | -- | -- | -- | -- | -- | -- | -- | -- | -- | -- | -- |
| Luogo     | T | T | T | C | T  | C  | T  | C  | T  | C  | C  | C  | C  | T  | C  | T  | C  | T  |
| Risultato | V | S | S | S | S  | S  | S  | V  | S  | S  | V  | S  | N  | S  | S  | N  | V  | V  |
| Posizione | 1 | 4 | 8 | 9 | 10 | 10 | 10 | 10 | 10 | 10 | 10 | 10 | 10 | 10 | 10 | 10 | 10 | 10 |

Legenda:

Luogo: C = Casa; T = Trasferta. Risultato: V = Vittoria; N = Pareggio; P = Sconfitta.